# Ugrótamarin
Az ugrótamarin vagy más néven Goeldi-tamarin (Callimico goeldii) az emlősök (Mammalia) osztályába a főemlősök (Primates) rendjébe és a csuklyásmajomfélék (Cebidae) családjába tartozó faj.
Csak 1904-ben írták le, így egyike a legkésőbb felfedezett főemlősöknek.
Nevét Émil August Goeldi svájci természettudós után kapta.
Elég egyedi jellegű faj, korábban önálló család egyetlen képviselőjének is tartották (Callimiconidae).
Mára általánosan elfogadottá vált, hogy nem alkot önálló családot, hanem a karmosmajmok közé tartozik, de több tulajdonságában is eltér azoktól.

## Előfordulása
Az ugrótamarin az Amazonas-medence nyugati területein fordul elő, Brazília nyugati részén, Dél-Kolumbiában, Ecuadorban, Peruban és Észak-Bolíviában. Sűrű aljnövényzetű esőerdők és bambuszbozótosok lakója.

## Megjelenése
21-24 centiméter hosszú és 400-800 gramm súlyú. Teste fekete vagy nagyon sötét barna, az arca körül olykor fehéres is lehet a szőrzete. Fején és hátán igen hosszú szőre van.
A karmosmajmokhoz hasonlóan mérete elég kicsi, és az ujjain karomszerű körmök vannak.
Hosszú ideig átmeneti fajnak gondolták a karmosmajmok (Callithricidae) és a csuklyásmajmok (Cebidae) között.
Három zápfoga van (a többi selyemmajomnak és tamarinnak csak kettő), mint a csuklyásmajmoknak. A csuklyásmajmokhoz hasonlón egyszerre többnyire csak egy utódot hoz a világra ellentétben a karmosmajmokkal, ahol általában ikrek jönnek a világra.
Ezek miatt korábban önálló családba sorolták. Az újabb kutatások azonban azt mutatták, hogy közeli rokona a karmosmajmoknak, törzsfejlődésileg közeli rokona a Callithrix és a Mico nemnek.

## Életmódja
Kisebb (6–8 fős) csoportokban él, amelyek egyetlen hímből, több nőstényből és azok utódaiból áll.
A csoportok az éjszakát a sűrű bozótban vagy egy fa odvában töltik, a nap legnagyobb részében pedig egyik gyümölcstermő fáról vándorolnak a másikra.
A karmosmajmok többségével ellentétben az ugrótamarin az erdő alsóbb régiójában szeret tartózkodni, ahol sok függőleges fatörzs és bambusz van. Testméretéhez képesen igen nagy ugrásokra is képes.
Egy csoport territóriuma 30–60 hektár között változhat. Ennek függvénye, hogy hány gyümölcstermő fa van benne.
Táplálékuk java része gyümölcsből áll. Emellett kisebb rovarokra és olykor apróbb gerinctelenekre (békákra és gyíkokra) is vadászik.
Egész elterjedési területén gyakran társul különböző karmosmajomfajokkal és a két faj egyedei együtt járnak táplálék után.
Az ugrótamarinok egymással javarészt éles füttyszerű hangokkal kommunikálnak.

## Szaporodása
A nőstény évente egyszer mintegy öt hónapos vemhessége után egyetlen utódot hoz a világra. Az első két hétben kizárólag az anya gondoskodik a kicsiről. Később a gondozási feladatokban részt vállal a hím illetve az egész csoport is.
A kölyök három hónapon át szopik, a harmadik hónaptól azonban mellette már elkezd önállóan is táplálékot keresni. A fiatalok a második életévüktől ivarérettek.
Az ugrótamarin akár 18 évig is elélhet.

## Természetvédelmi helyzete
Az ugrótamarinok elég nagy territóriumot tartanak fent és az egyes csoportok kerülik egymást, ezért a faj az elterjedési területén belül sehol sem gyakori.
Fő veszélyeztető tényezői az élőhelyét fenyegető erdőirtás illetve az állatkereskedelem.
A Természetvédelmi Világszövetség szerint a faj besorolása „sebezhető”, Kolumbia területén azonban az ott élő populációt „veszélyeztetett”-nek nyilvánították.
Fogságban a többi karmosmajomhoz hasonlóan kedvelt faj. Nem annyira gyakori, mint a selyemmajmok, de azért elég sok helyütt tartják.
Jelenleg Magyarországon a Szegedi Vadasparkban él egy pár.

## Képek

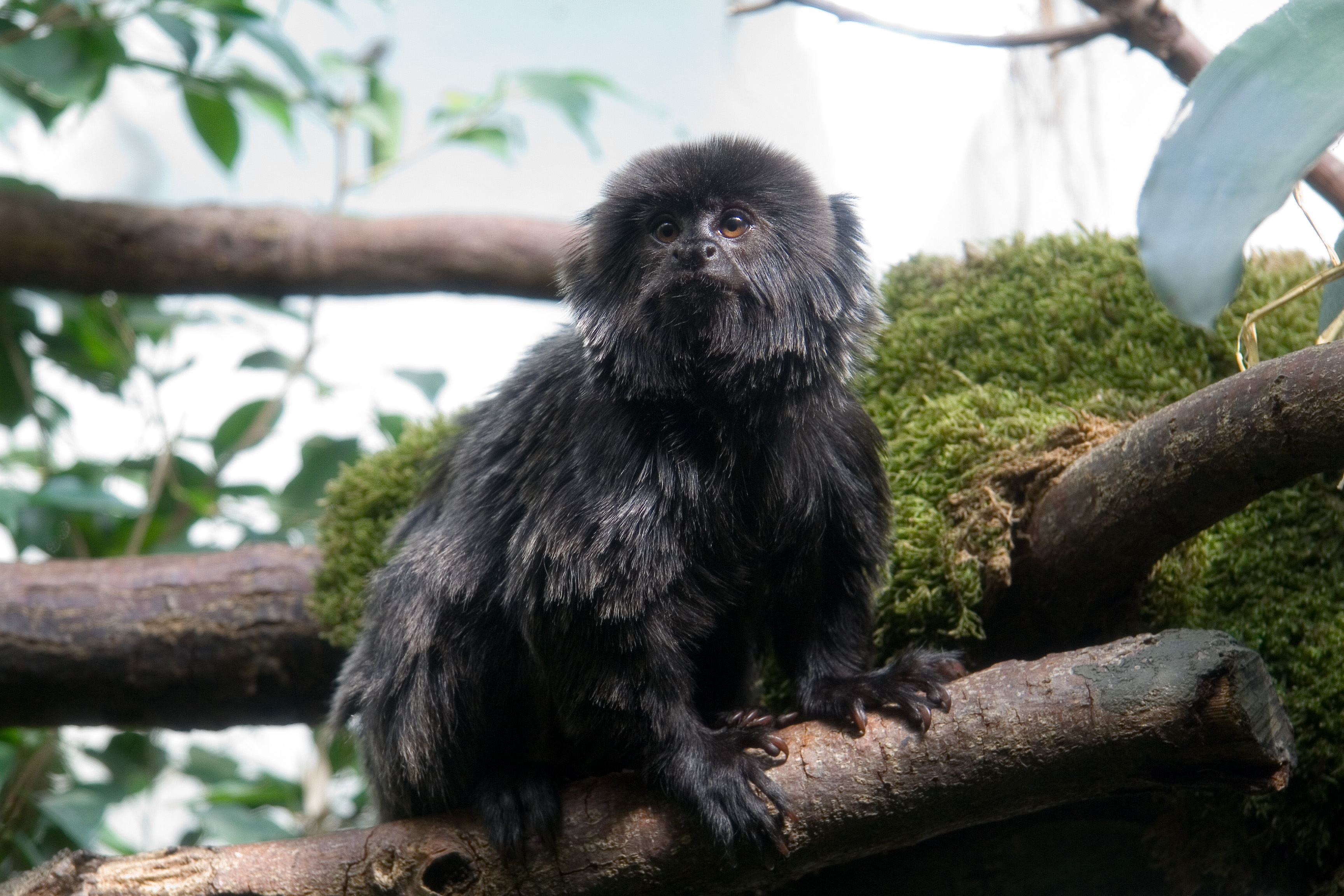
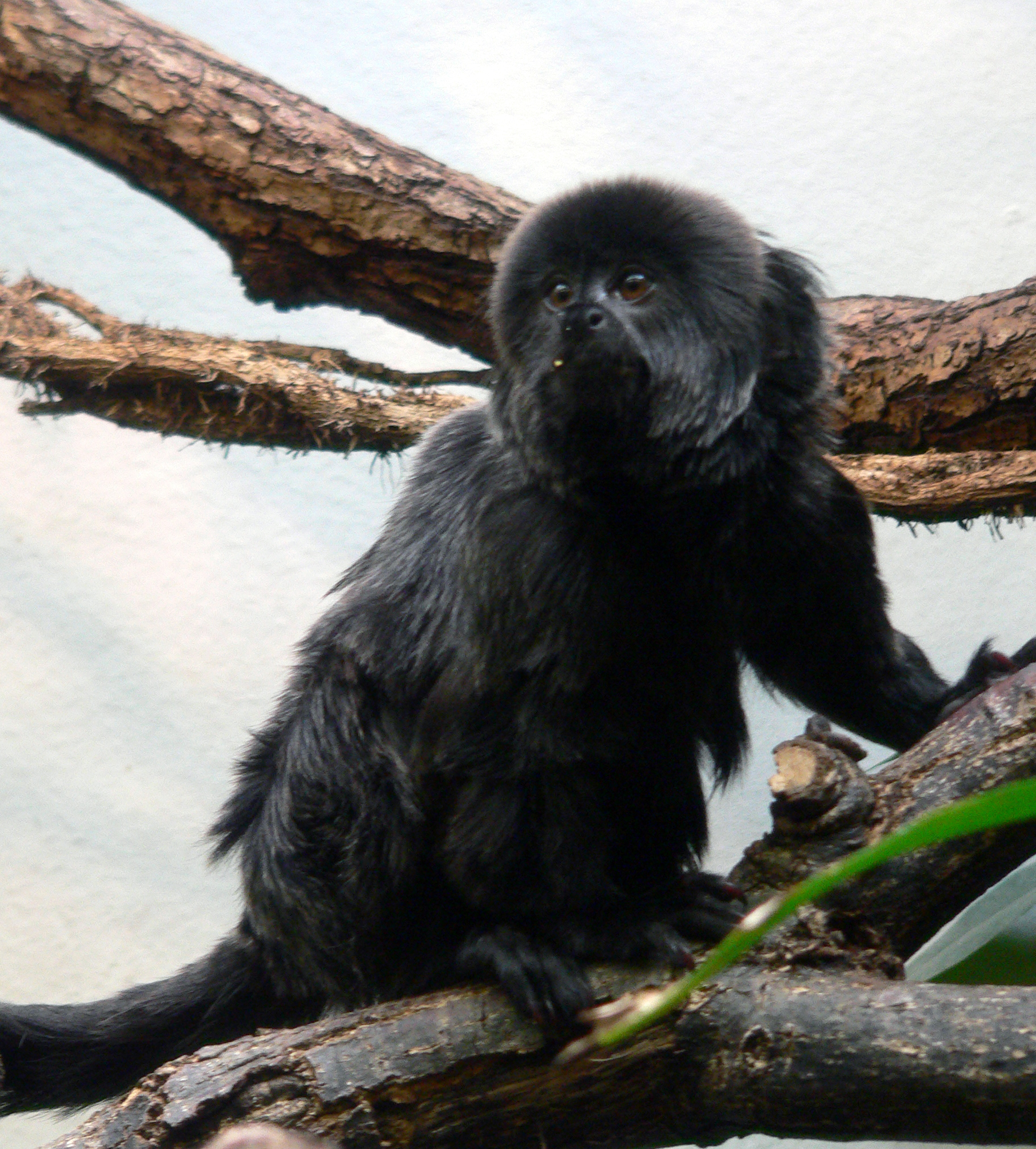
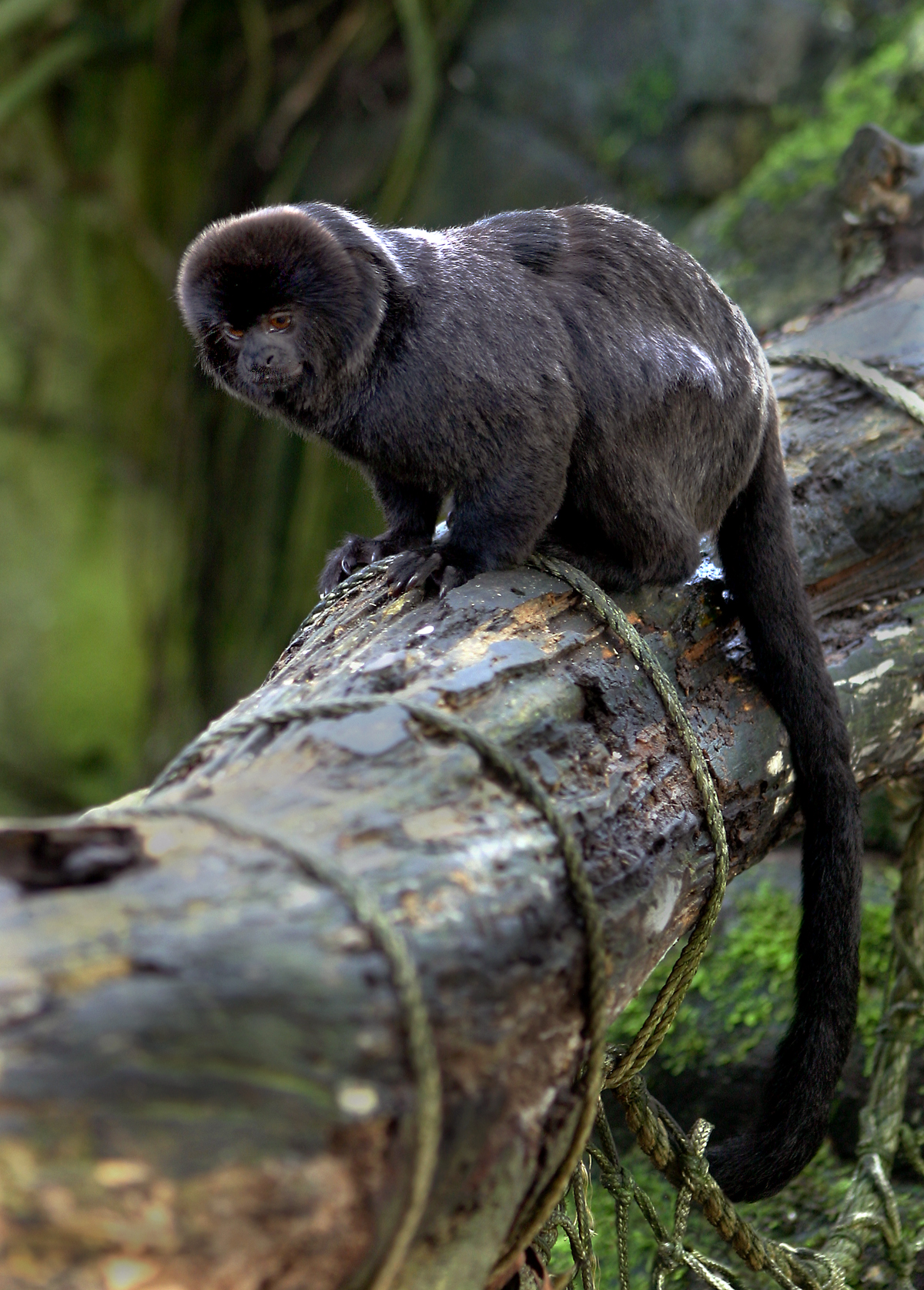
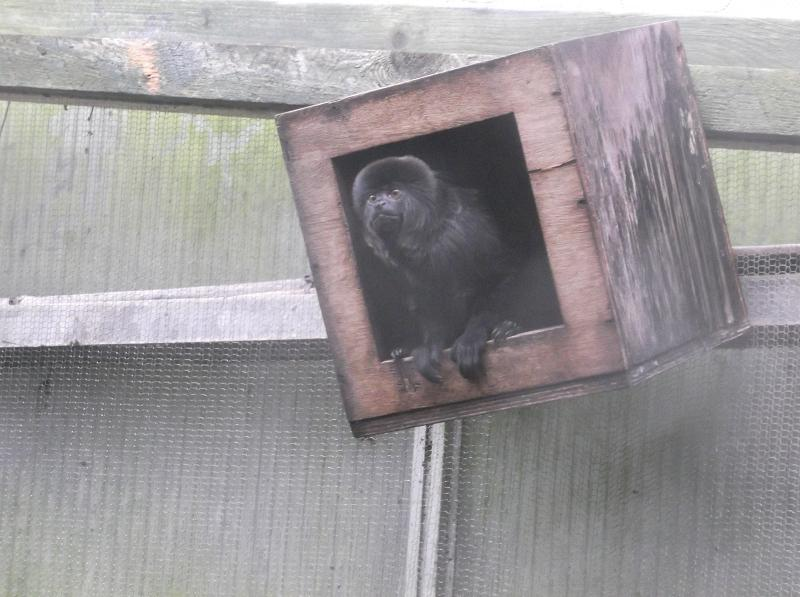
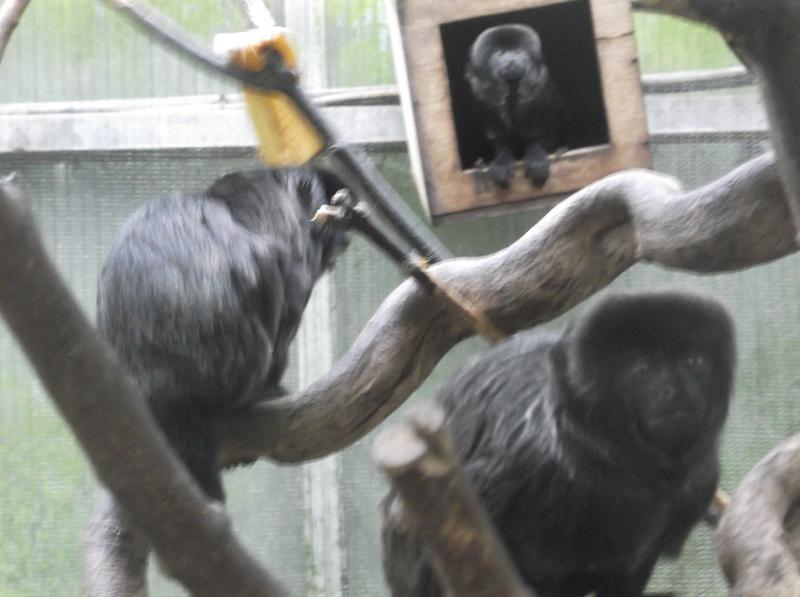